# 島田元旦
島田 元旦（しまだ げんたん、安永7年1月1日（1778年1月28日） - 天保11年6月13日（1840年7月11日））は、江戸時代後期の日本の絵師であり鳥取藩士。谷文晁の実弟。しばしば谷元旦とも紹介される。

## 略歴
名は元旦（もとかつ）、号を元旦（げんたん）、別号に後素軒、嘯月、斎香、雪軒など。字を文啓、朝陽。通称は季充のちに寛輔と称した。漢詩人谷麓谷の次男（二男二女の第三子）として江戸で生まれる。15歳離れた文晁に絵を習ったと推測される。17歳の元旦に描いた「秋江独釣図」の画中には、「於写山楼席画」とあり、元旦が文晁の画塾に参加していたことが分かる。同時期の他の作品を見ても、この頃には一通りの画技を身に付けていることが窺える。
寛政2年（1790年）関西に赴き円山応挙に師事し、応挙没後は南蘋派を学んだという。その後江戸に戻り、寛政11年（1799年）松平忠明が蝦夷地取締御用掛として蝦夷地警備に赴いた際、蝦夷地の産物調査の一員として同行した。元旦の一行は植物調査を主体としたもので、幕府奥詰の医師で薬園総管を兼ねていた渋江長伯を隊長としていた。元旦は絵図面取りを担当し、蝦夷地各地の実景、植物、鉱物、アイヌ風俗を北海道の太平洋岸一帯で、4ヶ月に渡って調査した。元旦はアイヌ絵を描いたことで知られるが、それはこの時期島田家に養子入りする前に描かれたと言える。
享和元年（1801年）に鳥取藩士 島田図書の養子となりその娘を妻として島田姓となる。幼少の頃から画技に長じており、池田侯に命ぜられて揮毫することもたびたびあった。家禄500石。江戸留守居役の要職を務め、河川の土木事業にも従事して治績を遺している。島田家の家督を継いだのは養父が没した文政2年（1819年）で、晩年は江戸詰めを解かれ鳥取で過ごした。
享年63。墓所は鳥取県鳥取市の景福寺。

## 作品
| 作品名       | 技法     | 形状・員数 | 寸法（縦x横cm） | 所有者                     | 年代               | 落款・印章                                                      | 備考 |
| ------------ | -------- | ---------- | --------------- | -------------------------- | ------------------ | --------------------------------------------------------------- | ---- |
| 毛夷武餘嶌図 | 絹本著色 | 1幅        | 87.7x111.0      | 個人（大阪歴史博物館寄託） | 1800年（寛政12年） | 款記「毛夷武餘嶌図 庚申夏月写於小蕉林 元旦」/「元旦」朱文長方印 |      |
| 諸国名所図   |          |            |                 | 栃木県立博物館             |                    |                                                                 |      |
| 玉兎図       | 絹本著色 | 1幅        |                 | 景福寺 (鳥取市)            |                    |                                                                 |      |
| 菊に仔犬図   | 絹本著色 | 1幅        |                 | 鳥取県立博物館             |                    |                                                                 |      |
| 花鳥図       | 絹本著色 | 双幅       | 116.0x45.1      | プラハ国立美術館           |                    | 共に款記「元旦」                                                |      |